# Alessandro Berdini
Alessandro Berdini (Macerata, 11 giugno 1988) è un preparatore atletico ed ex velocista italiano.

## Biografia

### La carriera sportiva
Calca le prime piste all'età di 12 anni, spinto da un amico, sotto la guida di Luca Ciaffi.
Nel 2002 si qualifica ai suoi primi campionati italiani della categoria Cadetti (Formia) dove si piazza 11º al primo anno di categoria.
L'anno seguente ad Orvieto vince il suo primo titolo italiano nei 300 m cadetti con il tempo di 36"63.
Passato alla categoria allievi nel 2004 si classifica 2º ai campionati italiani a Cesenatico nei 200 m con 22"49 (-2.1).
L'anno successivo con il tempo di 21"93 si qualifica per i mondiali allievi di Marrakech dove corre i 200 m uscendo in batteria; lo stesso anno si piazza 5º ai Campionati italiani allievi causa un infortunio estivo.
Il 2006 inizia con un titolo italiano assoluto indoor nella staffetta 4x200 m, battendo le più quotate squadre militari, e con una convocazione al triangolare indoor juniores (Ita-Fra-Ger) ad ancora dove si classifica 6º in 22"27; in estate si classifica 3º ai campionati italiani juniores di Rieti con il tempo di 21"57 che gli permette di essere convocato ai Mondiali Juniores di Pechino come componente della staffetta 4x100.
Nel 2007 si laurea campione italiano indoor dei 400 m juniores e viene convocato al triangolare (Ita-Fra-Ger) a Vittel in Francia.
In estate dopo aver bissato il titolo italiano all'aperto nei 400 m viene convocato per gli Europei juniores di Hengelo, in Olanda, dove si piazza al 9º posto; in agosto veste ancora la maglia azzurra in occasione della coppa del mediterraneo juniores a Firenze nei 400 m (3º) e nelle staffette 4x100 m (1º) e 4x400 m (1º).
L'anno successivo in seguito ad un infortunio alla schiena svolge solo metà stagione e nel frattempo si trasferisce a Reggio Emilia (lasciando anche il tecnico Luca Ciaffi) per raggiungere Martina Balboni, tuttora sua compagna nella vita.
A fine anno vince il concorso per entrare nel C.S. Aeronautica Militare e, dopo un anno travagliato, cambia allenatore e passa sotto la guida di Andrea Giaconi (olimpionico di Sydney 2000 e detentore del record italiano dei 110hs).
Nel 2010 torna alla ribalta vince il titolo italiano assoluto indoor nella staffetta 4x200 m e all'aperto migliora i suoi personali, classificandosi 2º nei 200 m e 3º nei 100 m ai campionati italiani under 23 e 6º ai campionati Italiani assoluti nei 200 m.
Nel 2011 migliora il personale nei 100 m e si piazza 6º ai campionati italiani assoluti di Torino.
Nel 2012 cambia la guida tecnica e decide di allenarsi da solo; porta il suo personale dei 200 m a 21"11, che resterà il suo record, e si piazza 8º ai campionati italiani assoluti di Bressanone nei 200 m e 1º nella 4x100 m.
Il 2013 inizia con il botto, migliora i personali dei 60 m (6"86) e dei 200 m (21"36) che resterà per 1 mese la 13ª prestazione europea dell'anno e vince la staffetta 4x200 m; in estate un piccolo infortunio lo costringe a fermarsi un po' ma riesce comunque a classificarsi all'8º posto ai campionati italiani assoluti di Milano.
Nell'inverno 2014 un infortunio al tendine d'Achille lo tiene fermo 2 mesi e in estate partecipa ai campionati italiani assoluti uscendo in batteria. A fine anno si ritira dall'attività agonistica.

### Dalla pista alla preparazione atletica
Appassionato di metodologia dell'allenamento fin da piccolo, inizia molto presto a seguire il vivaio della sua società d'origine e dopo varie esperienze con compagni di squadra e aver conseguito il diploma di istruttore di preparazione atletica rilasciato dal CONI, intraprende un percorso con la sua compagna (Martina Balboni) che li porterà a centrare la finale dei 100 m ai campionati italiani assoluti di Torino 2011 e il 4º posto con la staffetta 4x100 m ai Campionati Europei under23 di Ostrava sempre nel 2011.
Nel 2012 inizia ad auto-allenarsi e in due anni migliora tutti i suoi record personali e centra vari risultati in ambito nazionale.
Abbandonata la carriera da atleta nel 2014 apre uno studio di fisioterapia e preparazione atletica specializzato nel trattamento degli sportivi, dall'amatore al professionista.
Nello stesso anno inizia ad allenare Matteo Bonini, motocrossista professionista che nel 2015 si laurea campione italiano di Supercross (bissando nel 2016) e giunge 3º al campionato europeo Supercross. Sempre nel 2015 gli viene affidato il ruolo di preparatore di Michael Ruben Rinaldi che si classifica 2º nel campionato europeo Superstock 600 con i colori del team Italia "San Carlo".
A fine 2015 la sezione arbitri di Reggio Emilia lo contatta per allenare gli arbitri e assistenti arbitrali nazionali e internazionali della sezione reggiana; sodalizio che dura tutt'oggi con all'attivo promozioni di diversi atleti e designazioni importanti per l'atleta di punta (Filippo Meli).
Collabora con numerose squadre di calcio amatoriale nell'ambito fisioterapico e svolge il ruolo di preparatore atletico nell'ascd Arcetana calcio e asd Castellarano calcio, rispettivamente nelle stagioni 2015-2016 e 2016-2017, affiancando l'ex calciatore professionista Paolo Vinceti.
Tuttora collabora con atleti amatoriali e professionisti nel recupero da infortuni gestendo programmi di allenamento per la riatletizzazione.